# Control

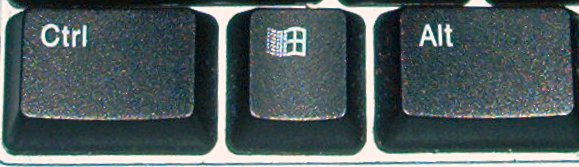
Klawisz (oznaczony „Ctrl”)

Położenie klawisza na klawiaturze

Control (lub Ctrl) – klawisz na klawiaturze komputera używany jako klawisz modyfikatora, w połączeniu z innymi klawiszami (podobnie jak ⇧ Shift). W większości klawiatur znajdują się dwa klawisze Ctrl, umieszczone zwykle w dolnym rzędzie klawiszy po lewej i prawej stronie głównego bloku klawiatury. Opatrzone są one etykietką Ctrl ale czasami spotyka się także Control lub Ctl, bądź Strg w przypadku klawiatury dostosowanej do rynku niemieckiego (skrót. od Steuerungstaste). Klawisz ten jest reprezentowany graficznie poprzez „strzałkę w górę” (U+2303, ⌃) lub znak karetki (^).

## Historia
We wczesnych klawiaturach komputerowych wciśnięcie klawisza Control podczas wciskania innego klawisza zerował 2 skrajne lewe bity spośród 7 w wygenerowanym kodzie ASCII. Pozwalało to uzyskać pierwsze 32 znaki z tabeli kodów ASCII. Te niedrukowalne znaki informowały komputer, gdzie na monitorze wyświetlić kolejne znaki, czy należy wyczyścić ekran, wydać dźwięk z głośniczka systemowego lub wykonać jakąś inną operację. Znaki te są zwane znakami sterującymi.
Używając klawisza Control wraz z małą literą „c” jak i wielką literą „C” wygenerowalibyśmy ten sam kod ASCII, ponieważ klawisz ten uziemiał 2 kable wykorzystywane do przenoszenia 2 skrajnych lewych bitów. W nowoczesnych komputerach interpretacja wciśnięć klawiszy pozostawiana jest oprogramowaniu. Klawiatury rozróżniają wszystkie klawisze i wysyłają informacje na temat każdego wciśnięcia i zwolnienia klawisza do komputera.
Kiedy oryginalne zastosowanie kodów sterujących ASCII stało się mało popularne, zaczęto wykorzystywać kombinacje innych klawiszy z Control do innych celów.

## Notacja
Powszechnie występuje kilka rodzajów zapisu wystąpień klawisza Control wraz z innymi klawiszami. Każdy przykład oznacza naciśnięcie i przytrzymanie klawisza Control i wciśnięcie klawisza X:
| ^X     | Notacja tradycyjna          |
| C-x    | Notacja stosowana w Emacsie |
| CTRL-X | Stara notacja Microsoftu    |
| Ctrl+X | Nowa notacja Microsoftu     |

## Mac
Klawisz ⌘ Command oznaczony znakiem ⌘ w komputerach Macintosh pełni podobne do klawisza Control funkcje w systemie Mac OS (na przykład ⌘+C kopiuje tekst, a ⌘+P drukuje).
Macintosh także ma klawisz Control, ale o innej funkcjonalności:
- Jest często używany jako klawisz modyfikatora.
- Wciskając klawisz Control i klikając przyciskiem myszki, zyskujemy dostęp do menu kontekstowego.
- Jest wykorzystywany podczas pracy w linii poleceń.
- W systemie OS X, klawisz Control pozwala używać skrótów klawiszowych w stylu Emacsa w większości pól tekstowych w systemie.

## Przykłady
Poniższe kombinacje klawiszy są powszechnie używane w aplikacjach dla systemu Microsoft Windows, lecz mogą zdarzyć się odstępstwa:
| Ctrl+A                           | Zaznacz wszystko                   |
| Ctrl+B                           | Pogrubienie                        |
| Ctrl+C lub Ctrl+Ins              | Kopiuj                             |
| Ctrl+F                           | Znajdź (i zamień)                  |
| Ctrl+H                           | Zamień                             |
| Ctrl+I                           | Kursywa                            |
| Ctrl+L                           | Wyrównaj do lewej                  |
| Ctrl+R                           | Wyrównaj do prawej                 |
| Ctrl+N                           | Nowe okno, nowy dokument           |
| Ctrl+O                           | Otwórz                             |
| Ctrl+P                           | Drukuj                             |
| Ctrl+S                           | Zapisz                             |
| Ctrl+U                           | Podkreślenie                       |
| Ctrl+V                           | Wklej                              |
| Ctrl+W                           | Zamknij okno                       |
| Ctrl+X                           | Wytnij                             |
| Ctrl+Y                           | Ponów                              |
| Ctrl+Z                           | Cofnij                             |
| Ctrl+Q                           | Zakończ                            |
| Ctrl+E                           | Wyśrodkuj                          |
| Ctrl+J                           | Wyjustuj                           |
| Ctrl+K lub Ctrl+Del              | Autoformatowanie                   |
| Ctrl+G                           | Przejdź do                         |
| Ctrl+End                         | Dół (koniec dokumentu lub okna)    |
| Ctrl+Home                        | Góra (początek dokumentu lub okna) |
| Ctrl+PgDn lub Ctrl+Tab ↹         | Następna zakładka/karta            |
| Ctrl+PgUp lub Ctrl+⇧ Shift+Tab ↹ | Poprzednia zakładka/karta          |
| Ctrl+⇐                           | Poprzednie słowo                   |
| Ctrl+⇒                           | Następne słowo                     |